# USS Stewart (DD-224)
Za druga plovila z istim imenom glejte USS Stewart.
USS Stewart (DD-224) je bil rušilec razreda Clemson v sestavi Vojne mornarice Združenih držav Amerike.
Rušilec je bil poimenovan po pomorskem častniku Charlesu Stewartu.